# ليسوم ستابفي
ليسوم ستابفي (الاسم العلمي: Illicium stapfii) هو نوع نباتي يتبع جنس الليسوم من فصيلة الشزندرية.